# Mesalina balfouri
Mesalina balfouri es una especie de escincomorfos de la familia Lacertidae.

## Distribución geográfica yhábitat
Es endémica de las islas Socotra, Samhah y Darsah (Yemen). Su rango altitudinal oscila entre 0 y 1045 m s. n. m..